# جامعه ملیه اسلامیه
جامعه ملیه اسلامیه (انگلیسی: Jamia Millia Islamia) دانشگاهی مرکزی در دهلی است. این دانشگاه در دوره حکومت بریتانیا در سال ۱۹۲۰ تأسیس شد. دانشگاه با تصویب مجلس هند در ۱۹۸۸ مرکزی شد.